# Yarrawonga
Yarrawonga – miejscowość w Australii w stanie Wiktoria, hrabstwo Moira. Miejscowość położona nad rzeką Murray i jeziorem Mulwala, przy drodze Murray Valley. Yarrawonga jest połączona mostem z miejscowością Mulwala w stanie Nowa Południowa Walia.